# Zatrephes flavonotata
Zatrephes flavonotata är en fjärilsart som beskrevs av Rothschild 1909. Zatrephes flavonotata ingår i släktet Zatrephes och familjen björnspinnare. Inga underarter finns listade i Catalogue of Life.